# Hedda Rehnberg
Hedda Christine Rehnberg, född 29 april 1986 i Lund, är en svensk skådespelare.
Hon  växte upp i Frankrike,  Spanien och Sverige. Rehnberg har studerat skådespeleri under ett år i London.
Hedda Rehnberg spelar rollen som Suzanne Goldstein i SVT:s familjekrönika Vår tid är nu.

## Filmografi
- 2017 – Trettiplus (TV-serie)
- 2017–2018 – Vår tid är nu (TV-serie) - Suzanne Goldstein
- 2019 – Fågelfångarens son
- 2022 – Kärleksbevis